# Гогенлоэ-Ингельфинген, Адольф цу
Князь Адольф Карл Фридрих Людвиг цу Гогенлоэ-Ингельфинген (нем. Adolf Karl Friedrich Ludwig Fürst zu Hohenlohe-Ingelfingen; 1797—1873) — прусский государственный деятель.
Сын Фридриха Людвига Гогенлоэ-Ингельфинген.
С 1854 года член Палаты господ Прусского ландтага, начиная с 1856 года единогласно избирался её президентом. Назначенный 11 марта 1862 года министр-президентом (главой правительства), он уже 28 сентября того же года был заменен Бисмарком.
Его сын — Крафт Гогенлоэ-Ингельфинген.